# Görögország regionális egységei

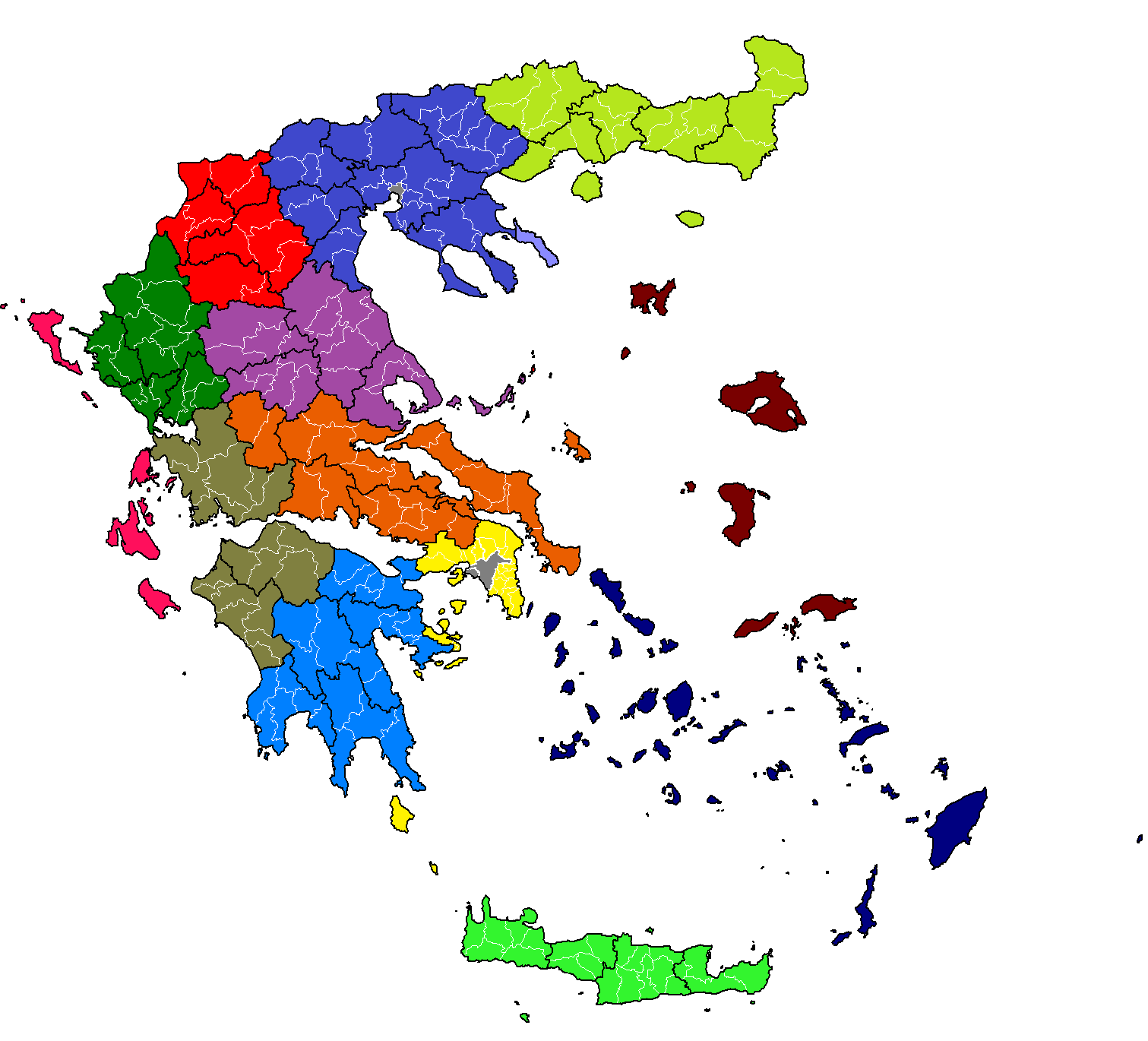
Görögország közigazgatási felosztása

Görögország közigazgatásilag 74 regionális egységre (görögül περιφερειακή ενότητα [perifereiakí enótita]) – és egy autonóm köztársaságra – oszlik. Ez a közigazgatás harmadik szintje a 7 decentralizált régió, a 13 önkormányzattal rendelkező közigazgatási régió alatt, de a 324 önkormányzattal rendelkező község fölött. A Kalikrátisz-terv (Πρόγραμμα Καλλικράτης) hozta őket létre 2011. január 1-jén.

## Lista
| Regionális egység | Melyik prefektúrából jött létre | Régió                      |
| ----------------- | ------------------------------- | -------------------------- |
| Ahaía             | Ahaía                           | Nyugat-Görögország         |
| Ándrosz           | Kükládok (részben)              | Dél-Égei-szigetek          |
| Argolída          | Argolída                        | Peloponnészosz             |
| Árkádia           | Árkádia                         | Peloponnészosz             |
| Árta              | Árta                            | Epirusz                    |
| Dél-Athén         | Attika (részben)                | Attika                     |
| Dráma             | Dráma                           | Kelet-Makedónia és Thrákia |
| Etoloakarnanía    | Etoloakarnanía                  | Nyugat-Görögország         |
| Évia              | Évia                            | Közép-Görögország          |
| Evritanía         | Evritanía                       | Közép-Görögország          |
| Évrosz            | Évrosz                          | Kelet-Makedónia és Thrákia |
| Flórina           | Flórina                         | Nyugat-Makedónia           |
| Fokída            | Fokída                          | Közép-Görögország          |
| Fthiótida         | Fthiótida                       | Közép-Görögország          |
| Grevená           | Grevená                         | Nyugat-Makedónia           |
| Halkidikí         | Halkidikí                       | Közép-Makedónia            |
| Haniá             | Haniá                           | Kréta                      |
| Híosz             | Híosz                           | Észak-Égei-szigetek        |
| Ikária            | Számosz (részben)               | Észak-Égei-szigetek        |
| Ilía              | Ilía                            | Nyugat-Görögország         |
| Imathía           | Imathía                         | Közép-Makedónia            |
| Iráklio           | Iráklio                         | Kréta                      |
| Ithaka            | Kefalónia (részben)             | Jón-szigetek               |
| Joánina           | Joánina                         | Epirusz                    |
| Kalimnosz         | Dodekánisza (részben)           | Dél-Égei-szigetek          |
| Kardíca           | Kardíca                         | Thesszália                 |
| Kárpáthosz        | Dodekánisza (részben)           | Dél-Égei-szigetek          |
| Kasztoriá         | Kasztoriá                       | Nyugat-Makedónia           |
| Kavála            | Kavála (részben)                | Kelet-Makedónia és Thrákia |
| Kea-Kithnosz      | Kükládok (részben)              | Dél-Égei-szigetek          |
| Kefalónia         | Kefalónia (részben)             | Jón-szigetek               |
| Kelet-Attika      | Attika (részben)                | Attika                     |
| Kilkísz           | Kilkísz                         | Közép-Makedónia            |
| Korfu             | Korfu                           | Jón-szigetek               |
| Korinthía         | Korinthía                       | Peloponnészosz             |
| Kosz              | Dodekánisza (részben)           | Dél-Égei-szigetek          |
| Kozáni            | Kozáni                          | Nyugat-Makedónia           |
| Közép-Athén       | Attika (részben)                | Attika                     |
| Lakonía           | Lakonía                         | Peloponnészosz             |
| Lárisza           | Lárisza                         | Thesszália                 |
| Laszíthi          | Laszíthi                        | Kréta                      |
| Lefkáda           | Lefkáda                         | Jón-szigetek               |
| Lemnosz           | Leszbosz (részben)              | Észak-Égei-szigetek        |
| Leszbosz          | Leszbosz (részben)              | Észak-Égei-szigetek        |
| Magniszía         | Magniszía (részben)             | Thesszália                 |
| Meszinía          | Meszinía                        | Peloponnészosz             |
| Míkonosz          | Kükládok (részben)              | Dél-Égei-szigetek          |
| Milosz            | Kükládok (részben)              | Dél-Égei-szigetek          |
| Náxosz            | Kükládok (részben)              | Dél-Égei-szigetek          |
| Nyugat-Athén      | Attika (részben)                | Attika                     |
| Nyugat-Attika     | Attika (részben)                | Attika                     |
| Párosz            | Kükládok (részben)              | Dél-Égei-szigetek          |
| Péla              | Péla                            | Közép-Makedónia            |
| Piería            | Piería                          | Közép-Makedónia            |
| Pireusz           | Attika (részben)                | Attika                     |
| Préveza           | Préveza                         | Epirusz                    |
| Réthimno          | Réthimno                        | Kréta                      |
| Rodópi            | Rodópi                          | Kelet-Makedónia és Thrákia |
| Rodosz            | Dodekánisza (részben)           | Dél-Égei-szigetek          |
| Szaloniki         | Szaloniki                       | Közép-Makedónia            |
| Számosz           | Számosz (részben)               | Észak-Égei-szigetek        |
| Széresz           | Széresz                         | Közép-Makedónia            |
| Szigetek          | Attika (részben)                | Attika                     |
| Szírosz           | Kükládok (részben)              | Dél-Égei-szigetek          |
| Szporádok         | Magniszía (részben)             | Thesszália                 |
| Thászosz          | Kavála (részben)                | Kelet-Makedónia és Thrákia |
| Theszprotía       | Theszprotía                     | Epirusz                    |
| Thíra             | Kükládok (részben)              | Dél-Égei-szigetek          |
| Tínosz            | Kükládok (részben)              | Dél-Égei-szigetek          |
| Tríkala           | Tríkala                         | Thesszália                 |
| Viotía            | Viotía                          | Közép-Görögország          |
| Xánthi            | Xánthi                          | Kelet-Makedónia és Thrákia |
| Zákinthosz        | Zákinthosz                      | Jón-szigetek               |